# دافيدي جيوردانو
دافيدي جيوردانو (بالإيطالية: Davide Giordano)‏ هو مؤرخ طبي ‏ وسياسي إيطالي، ولد في 22 مارس 1864 في إيطاليا، وتوفي بنفس المكان في 1 فبراير 1954. انتخب senator of the Kingdom of Italy ‏ وانتخب عمدة.